# Mordellistena luteolineata
Mordellistena luteolineata es una especie de coleóptero de la familia Mordellidae.

## Distribución geográfica
Habita en la Guayana francesa.